# Aube (rivier)
De Aube is een rivier in Frankrijk. Zij is 248 km lang en is een zijrivier van de Seine. Naar deze rivier is het departement Aube genoemd.
De bron van de Aube bevindt zich in het departement Haute-Marne, op het plateau van Langres, vlak bij het plaatsje Auberive. De rivier stroomt door de departementen Haute-Marne, Côte-d'Or, Aube en Marne. Bij Romilly-sur-Seine mondt de Aube uit in de Seine. Langs de rivier zijn onder meer de steden Bar-sur-Aube and Arcis-sur-Aube gelegen.
Op de hellingen van de heuvels langs de Aube worden druiven geplukt die voor de fabricage van champagne
gebruikt mogen worden. De bodem is sinds het Kimmeridgien, een geologische periode waarin het gebied een ondiepe zee was, kalkachtig en ligt vol met de fossielen van schaaldieren zoals oesters.
- Bibliothèque nationale de France: cb15565354x (data)
- Virtual International Authority File: 87144647640484443385